# Huta Mejîrîțka (Kumeikî), Cerkasî
Huta Mejîrîțka (în ucraineană Гута Межирицька) este un sat în comuna Kumeikî din raionul Cerkasî, regiunea Cerkasî, Ucraina.

## Demografie
Componența lingvistică a localității Huta Mejîrîțka
     Ucraineană (98,28%)
     Rusă (1,72%)
Conform recensământului din 2001, majoritatea populației localității Huta Mejîrîțka era vorbitoare de ucraineană (98,28%), existând în minoritate și vorbitori de rusă (1,72%).